# بط صفار
البط الصَفَّار أو البَطْوَز (whistling ducks) أو بط الشجر هو الفُصيلة من فصيلة البط والإوز والبجع من الطيور البطيّات. وليس بطًا حقيقيًا. أما في المناهج التصنيفية الأخريات فتُعدُّ فصيلة منفصلة «ديندروكيجنيدي» (Dendrocygnidae)، أو قبيلة «ديندروكيجنيني» (Dendrocygnini) في فُصيلة الإوز الأنسيريني (على سبيل المثال تيريز (Terres) الأكاديمية الوطنية للعلوم (NAS)، 1991).
الفُصيلة بها جنس واحد، البَطْوَزّ (Dendrocygna)، الذي يحتوي على ثمانية أنواع حية، وواحد معروف من حفريات جزر أيتوتاكي التي لم تُوصف حتى الآن، في جزر كوك هذه الأنواع موزعة في جميع أنحاء العالم عبر المناطق المدارية وشبه المدارية. هذا النوع من البط لديه، كما يوحي اسمه، صوت صفير مميز.
يتصف البط الصفار بسيقانه ورقابه الطويلة، وهو قطيعي للغاية، ويطير في مجموعات كبيرة من أماكن الراحة الليلية. كلا الجنسين لديه نفس ريش الطيور، وكل منها لديه مظهر متقوس وجناحان أسودا اللون يظهران عند التحليق.

## الأنواع
- البط الصفار أسود المنقار (Dendrocygna arborea)
- البط الصفار المتجول (Dendrocygna arcuata)
- البط الصفار أسود البطن (Dendrocygna autumnalis)
- البط الصفار الأصهب (Dendrocygna bicolor)
- البط الصفار المريش (Dendrocygna eytoni)
- البط الصفار المنقط (Dendrocygna guttata)
- البط الصفار الصغير (Lesser Whistling Duck)، أو البط الصفار الهندي (Indian Whistling Duck)، (Dendrocygna javanica)
- البط الصفار أبيض الوجه (White-faced Whistling Duck)، (Dendrocygna viduata)

## الصور

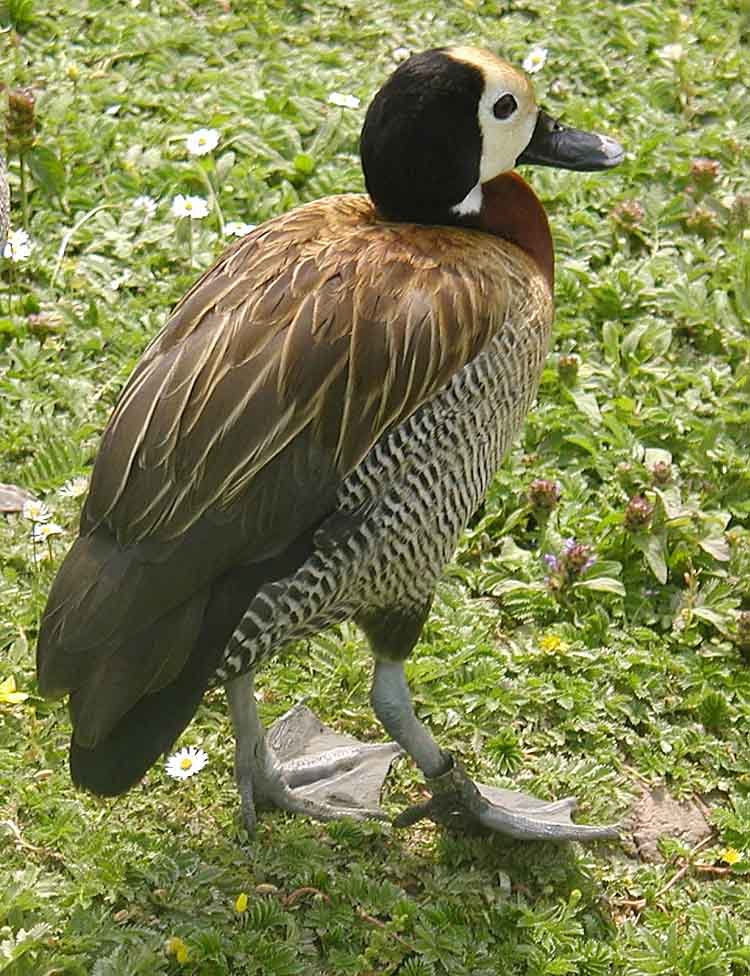
البط الصفار أبيض الوجه (Dendrocygna viduata)
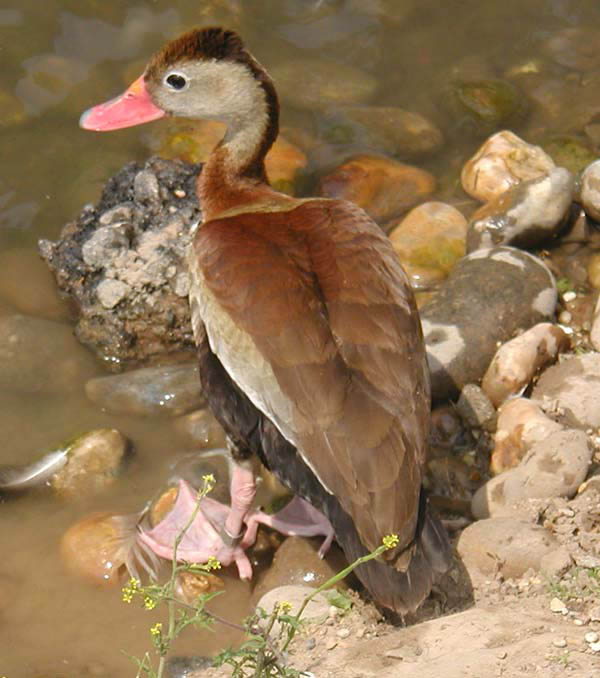
البط الصفار أسود البطن (Dendrocygna autumnalis)
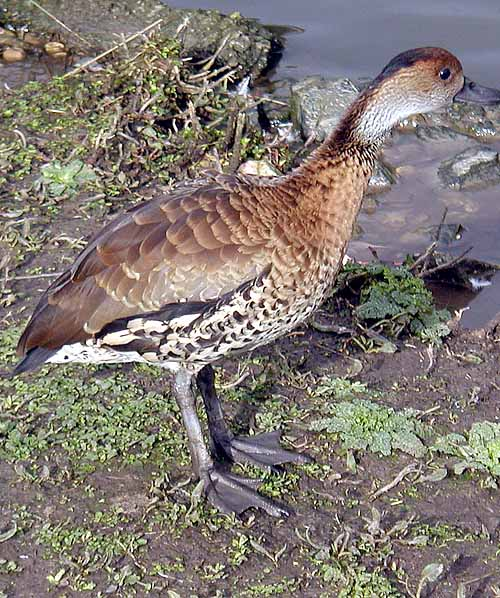
بط الهند الغربية الصفار (Dendrocygna arborea)